# Almost Hear You Sigh
Almost Hear You Sigh is een nummer van The Rolling Stones uit 1990. Het is de derde single van hun negentiende studioalbum Steel Wheels.
Het nummer werd in eerste instantie geschreven voor Keith Richards' soloalbum Talk is Cheap, maar later werd besloten om er een Rolling Stones-nummer van te maken en het op het album Steel Wheels te zetten. Het nummer gaat over problemen in een relatie.
"Almost Hear You Sigh" werd een bescheiden hitje in het Verenigd Koninkrijk en het Nederlandse taalgebied. In het Verenigd Koninkrijk haalde het de 31e positie, in de Nederlandse Top 40 de 13e en in de Vlaamse Radio 2 Top 30 de 20e.